# Teratocephalus hemisphaericus
Teratocephalus hemisphaericus är en rundmaskart som först beskrevs av Otto Friedrich Bernhard von Linstow 1877.  Teratocephalus hemisphaericus ingår i släktet Teratocephalus och familjen Teratocephalidae. Inga underarter finns listade i Catalogue of Life.